# St Mirren Park
Pour les articles homonymes, voir Mirren.
 (septembre 2024).
Le St Mirren Park est un stade de football situé à Paisley.
Il accueille depuis 2009 les matches à domicile du St Mirren Football Club, club évoluant en première division écossaise. Auparavant les rencontres se jouaient à Love Street.
Ce stade a une capacité de 8 023 places.